# Elisabeth Kulman

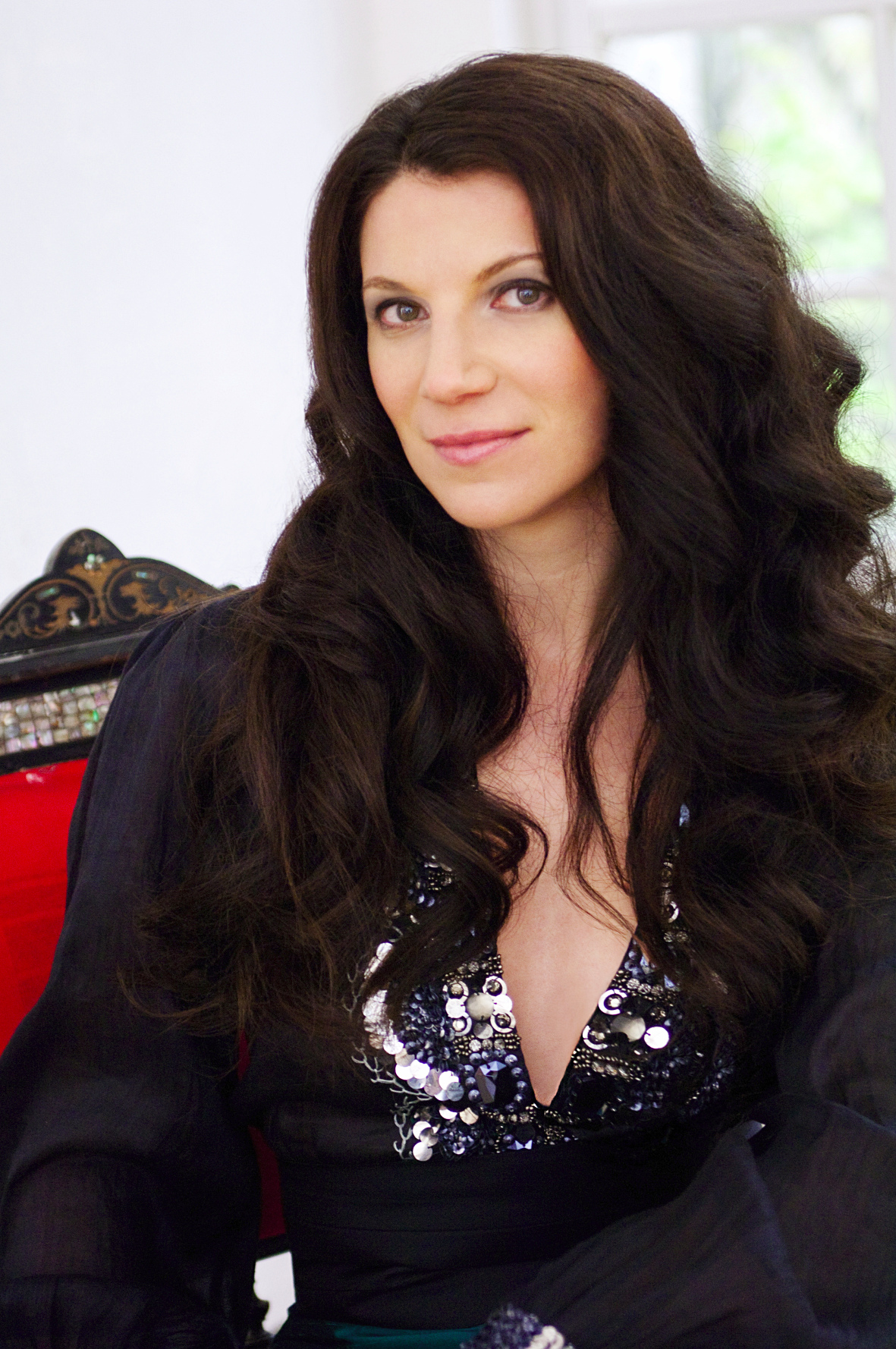
Elisabeth Kulman (2010)

Elisabeth Kulman (* 28. Juni 1973 in Oberpullendorf, Österreich) ist eine österreichische Sängerin (Sopran/Mezzosopran/Alt).

## Werdegang
Elisabeth Kulman studierte nach der Matura (1991) zunächst Russisch, Finno-Ugristik sowie Musikwissenschaft und betätigte sich daneben intensiv als Chorsängerin in mehreren renommierten Chören Wiens: Arnold Schoenberg Chor, Concentus Vocalis Wien, Wiener Singakademie, Wiener Kammerchor, Chorus sine nomine u. a. 1995 begann sie ein Gesangsstudium bei Helena Łazarska an der Universität für Musik und darstellende Kunst in Wien. Direkt nach dem Studienabschluss 2001 (gleichzeitig in den beiden Studienrichtungen „Oper“ sowie „Lied und Oratorium“, beide mit Auszeichnung und Titel Magister artium) wurde sie als Pamina in Mozarts Zauberflöte an die Wiener Volksoper engagiert. Besonders als Mozart-Sopranistin (Contessa Almaviva, Donna Elvira) konnte sie schnell auf sich aufmerksam machen.
2004 vollzog sie einen Fachwechsel zum Mezzosopran und reüssierte in ihrer ersten Hosenrolle, dem Boccaccio in Suppés gleichnamiger Operette an der Wiener Volksoper in der Inszenierung von Helmuth Lohner. Daraufhin folgten weitere Rollendebüts in kürzester Zeit. Wichtige Stationen waren ihr Orpheus in Glucks Orpheus und Eurydike an der Opéra National de Paris im Juni 2005, weiters ihr Debüt als Carmen (Bizet) an der Berliner Staatsoper unter den Linden im Oktober 2007 sowie ihr Prinz Orlofsky in Johann Straussens Fledermaus an der Wiener Staatsoper zu Silvester 2006, für dessen Interpretation ihr im Juni 2007 die Eberhard-Waechter-Medaille verliehen wurde. Auch im Bereich der Alten Musik setzte die Sängerin Akzente: Bei den Schwetzinger Festspielen wirkte sie mit überragendem Erfolg in zwei Opern-Ausgrabungen unter Thomas Hengelbrock mit – 2005 in Alessandro Scarlattis Telemaco und 2007 in der Titelpartie von Giovanni Legrenzis Il Giustino.
Als Konzertsängerin war Kulman international gefragt. Unter Peter Schreier entstand eine DVD mit Bachs Weihnachtsoratorium, unter Christian Arming eine CD mit Gustav Mahlers 2. Sinfonie. Den klassischen Liederabend, meist mit Walter Moore als Klavierpartner, pflegte sie genauso wie außergewöhnliche Liedprojekte, z. B. mit „Mussorgsky Dis-Covered“ einem Projekt von Tscho Theissing sowie dem Ensemble Amarcord Wien (Mahler-Bearbeitungen).
Im Frühjahr 2011 sang Kulman an der Wiener Staatsoper in der Donizetti-Oper Anna Bolena den Smeton. Anna Netrebko und Elīna Garanča waren in den Hauptpartien zu hören.
Im April 2015 hat die Sängerin bekanntgegeben, dass sie an keinen szenischen Opernaufführungen mehr mitwirken und sich neben der Tätigkeit als Konzertsängerin ausschließlich der konzertanten Opernmusik widmen wird. Im Sommer 2021 gab sie bekannt, ihre klassische Gesangskarriere zu beenden. Im Oktober 2021 feierte sie mit einem Liederabend beim Liszt-Festival in Raiding ihren Abschied von der Bühne.
Kulman engagiert sich für faire Bezahlung und faire Arbeitsbedingungen von ausführenden Künstlern, unter anderem in der Initiative art but fair.
Elisabeth Kulman lebt in Wien.

## Preise und Auszeichnungen
- 2007: Eberhard-Waechter-Medaille
- 2014: „Helga de Oro“ als beste Mezzosopranistin[6]

## Repertoire

### Sopranpartien (1998–2004)
- Susanna – Mozart: Le nozze di Figaro – Universität für Musik und darstellende Kunst Wien 1998 und 1999
- Frau Fluth – Nicolai: Die lustigen Weiber von Windsor – Universität für Musik und darstellende Kunst Wien 2000
- Contessa Almaviva – Mozart: Le nozze di Figaro – 4. Grazer Gartenfestival 2000; Universität für Musik und darstellende Kunst Wien 2001; Volksoper Wien 2003 und 2004
- Mme Euterpova – Menotti: Help! Help! The Globolinks! – Universität für Musik und darstellende Kunst Wien 2001
- Rosalinde – Strauß: Die Fledermaus – Akademie für Musik Krakau 2001
- Alcina – Händel: Alcina – Junge Oper St. Pölten 2001
- Pamina – Mozart: Die Zauberflöte – Volksoper Wien 2001, 2002 und 2003; Stadttheater St. Gallen 2002
- Fraarte – Händel: Radamisto – Salzburger Pfingstfestspiele 2002
- Don Pedro – Massenet: Don Quichotte – Wiener Klangbogen 2002
- Vera – Mascagni: Sì – Volksoper Wien 2002
- Olga – Vives: La Generala – Volksoper Wien 2002 und 2003
- Donna Elvira – Mozart: Don Giovanni – Volksoper Wien 2002 und 2004

### Mezzosopran- und Altpartien (ab 2004)
- Flora Bervoix – Verdi: La traviata – Volksoper Wien 2004
- Boccaccio – Suppé: Boccaccio – Volksoper Wien 2004, 2005 und 2006
- Erifile/Antiope - A. Scarlatti: Telemaco – Schwetzinger Festspiele 2005
- Orfeo – Gluck: Orfeo ed Euridice – Opéra National de Paris 2005, 2008
- Prinz Orlofsky – J. Strauß jr.: Die Fledermaus – Volksoper Wien 2005 und 2007; Operettensommer Kufstein 2007; Wiener Staatsoper 2006/07, 2007/08, 2008/09, 2009/10, 2014/15; NNT Tokio 2009
- Carmen – Bizet: Carmen – Volksoper Wien, 2005 und 2007; Berliner Staatsoper unter den Linden 2007; Staatsoper Hamburg 2014
- Hänsel – Humperdinck: Hänsel und Gretel – Volksoper Wien 2005 und 2006
- Dritte Dame – Mozart: Die Zauberflöte – Volksoper Wien 2005, 2006 und 2007; Wiener Staatsoper 2006 und 2007
- Suzuki – Puccini: Madama Butterfly – Volksoper Wien 2006; Wiener Staatsoper 2007
- Nancy – Flotow: Martha – Volksoper Wien 2006
- Hippolyta – Britten: A Midsummer Night’s Dream – Volksoper Wien 2006
- Magdalena – Kienzl: Der Evangelimann – Volksoper Wien 2007
- Giustino – Legrenzi: Il Giustino – Schwetzinger Festspiele 2007
- Fenena – Verdi: Nabucco – Opernfestspiele St. Margarethen 2007; Wiener Staatsoper 2008 und 2009; Bayerische Staatsoper 2011
- Marina Mnischek – Mussorgsky: Boris Godunow – Wiener Staatsoper 2007 und 2009
- Mrs. Quickly – Verdi: Falstaff – Wiener Staatsoper 2008 und 2009; Salzburger Festspiele 2013
- Polina – Tschaikowsky: Pique Dame – Wiener Staatsoper 2008
- Zweite Norn – Wagner: Götterdämmerung – Wiener Staatsoper 2008/09; Bukarest/Enescu Festival 2013
- Ulrica – Verdi: Un ballo in maschera – Wiener Staatsoper 2009
- Brigitta – Korngold: Die tote Stadt – Wiener Staatsoper 2009
- Floßhilde – Wagner: Das Rheingold – Wiener Staatsoper 2009
- Grimgerde – Wagner: Die Walküre – Wiener Staatsoper 2009
- Olga – Tschaikowsky: Eugen Onegin – Wiener Staatsoper 2009
- Clairon – R. Strauss: Cappriccio – Wiener Staatsoper 2009/Gastspiel Garmisch-Partenkirchen
- Herodias – R. Strauss: Salome – Wiener Staatsoper 2009/10, 2015
- Waltraute – Wagner: Götterdämmerung – Wiener Staatsoper 2009, 2013; Bamberg 2013; Luzern 2013; Bukarest/Enescu Festival 2013
- Gora – Reimann: Medea (UA) – Wiener Staatsoper 2010
- Fricka – Wagner: Das Rheingold – Wiener Staatsoper 2010, 2014; Bayerische Staatsoper 2013, 2015; Luzern 2013; Bukarest/Enescu Festival 2013
- Fricka – Wagner: Die Walküre – Wiener Staatsoper 2010, 2014; Bayerische Staatsoper 2013, 2015; Luzern 2013; Bukarest/Enescu Festival 2013; Valencia 2013
- Orfeo – Gluck: Orfeo ed Euridice – Salzburger Festspiele 2010
- Smeton – Donizetti: Anna Bolena – Wiener Staatsoper 2011
- Ludmila – Smetana: Die verkaufte Braut – styriarte 2011
- Gaea – R. Strauss: Daphne – Wiener Staatsoper 2011
- Witwe Begbick – Weill: Aufstieg und Fall der Stadt Mahagonny – Wiener Staatsoper 2012
- Boulotte – Offenbach: Barbe-bleue – styriarte 2013
- Brangäne – Wagner: Tristan und Isolde – Staatsoper Wien 2013
- Cherubino – Mozart: Le nozze di Figaro – Theater an der Wien 2014
- Despina – Mozart: Così fan tutte – Theater an der Wien 2014
- Erda – Wagner: Das Rheingold – Opera Nomori Festival Tokio 2014

## Diskografie
CD:
- Franz Liszt: Via crucis S 53, Wiener Kammerchor, Leitung: Johannes Prinz – Label: Carus
- Franz Liszt: 23 Lieder (Liszt – Roots & Routes), mit Eduard Kutrowatz (Klavier) – Label: Preiser Records, 2011
- Gustav Mahler: Lieder, mit dem Ensemble Amarcord Wien – Label: material records, 2009
- Modest Mussorgsky: Lieder (Mussorgsky Dis-Covered), mit Tscho Theissing, Arkady Shilkloper, Miki Skuta und Georg Breinschmid – Label: Preiser Records, 2010
- Modest Mussorgsky: Lieder (Kinderstube), mit Kirill Gerstein (Klavier) – Label: Preiser Records, 2012
- Hans Sommer: Orchesterlieder; mit Bo Skovhus (Bariton), Bamberger Symphoniker, Leitung: Sebastian Weigle – Label: Tudor, 2012
- frauen.leben.liebe - Robert Schumann, Richard Wagner - Mit Eduard Kutrowatz (Klavier) – Label: Preiser Records, 2014
- Wer wagt mich zu höhnen? - Ein Ständchen für Richard Wagner und Giuseppe Verdi - Mit: Amarcord Wien – Label: ORF, 2014

DVD:
- Johann Sebastian Bach: Weihnachtsoratorium BWV 248, Münchener Bach-Chor, Bach-Collegium München, Leitung: Peter Schreier – Label: Obligat, 2005 (2 DVD)
- Ludwig van Beethoven: Missa solemnis, Royal Concertgebouw Orchestra Amsterdam, Leitung: Nikolaus Harnoncourt – Label: Unitel Classica, 2013
- Gaetano Donizetti: Anna Bolena (Rolle: Smeton), Wiener Staatsoper, Leitung: Evelino Pidò – Label: Deutsche Grammophon, 2011 (2 DVD)
- Aribert Reimann: Medea (Rolle: Gora), Wiener Staatsoper, Leitung: Michael Boder – Label: Arthaus, 2010 (DVD)
- Bedřich Smetana: Die verkaufte Braut (Rolle: Ludmila), styriarte, Leitung: Nikolaus Harnoncourt – Label: Styriarte Festival Edition, 2012 (DVD)
- Giuseppe Verdi: Nabucco (Rolle: Fenena), Opernfestspiele St. Margarethen, Leitung: Robert Herzl – Label: Euroarts, 2007 (DVD)
- Giuseppe Verdi: Falstaff (Rolle: Mrs. Quickly), Salzburger Festspiele, Leitung: Zubin Mehta – Label: Unitel Classica, 2013 (DVD)